# Paul Robert Sanchez

Wappen von Paul Sanchez

Paul Robert Sanchez (* 26. November 1946 in Brooklyn) ist ein US-amerikanischer römisch-katholischer Geistlicher und emeritierter Weihbischof in Brooklyn.

## Leben
Der Rektor des Päpstlichen Nordamerika-Kollegs, James Aloysius Hickey, weihte ihn am 17. Dezember 1971 zum Priester.
Papst Benedikt XVI. ernannte ihn am 2. Mai 2012 zum Weihbischof in Brooklyn und Titularbischof von Coeliana. Der Bischof von Brooklyn, Nicholas Anthony DiMarzio, spendete ihm zusammen mit Raymond Chappetto am 11. Juli desselben Jahres die Bischofsweihe; Mitkonsekratoren waren die Weihbischöfe in Brooklyn Octavio Cisneros und Frank Joseph Caggiano.
Am 30. März 2022 nahm Papst Franziskus das von Paul Robert Sanchez aus Altersgründen vorgebrachte Rücktrittsgesuch an.